# Società Polisportiva Ars et Labor 1999-2000
Questa voce raccoglie le informazioni riguardanti la Società Polisportiva Ars et Labor nelle competizioni ufficiali della stagione 1999-2000.

## Stagione
Nella stagione a cavallo del secolo, come è ormai consuetudine quando la SPAL non vince in Serie C1 si cambia tecnico. Ne fa le spese l'allenatore Gianni De Biasi, che viene sostituito da Giancarlo D'Astoli. 
In campionato i biancazzurri arrivano in testa alla classifica tra ottobre e metà novembre, ma qualche problema emerge verso l'inverno, come spesso accade in questi anni agli estensi che chiudono il girone di andata terzi con 28 punti. La beffarda sconfitta (2-1) di Lucca, nell'ultima di andata, rappresenta l'inizio di un dissidio tra l'allenatore e il direttore sportivo Roberto Ranzani, che porterà quest'ultimo a caldeggiare un cambio in panchina. Il presidente Giovanni Donigaglia decide però di continuare con D'Astoli, sfiduciando in pratica il diesse spallino. Al termine del campionato il pugliese Emanuele Cancellato risulta il miglior marcatore del girone A con 17 reti. La squadra ferrarese conclude il campionato in ottava posizione con 46 punti, fuori dai Play-off, mentre si annuncia l'ennesimo ribaltone. 
Nella Coppa Italia nazionale la Spal è inserita nel gruppo 8 con Ravenna, Vicenza ed Alzano, il girone è stato vinto dal Ravenna che accede al secondo turno, la Spal si deve accontentare di aver vinto due gare, con Ravenna ed Alzano. Mentre nella Coppa Italia di Serie C gli estensi entrano in scena nei sedicesimi, avendo disputato la Coppa Italia nazionale, ma vengono subito eliminati, nel doppio confronto con il Padova.

## Rosa

Emanuele Cancellato, capocannoniere del girone A di Serie C1 con 17 reti.

| N. |                   | Ruolo | Calciatore                |
| -- | ----------------- | ----- | ------------------------- |
|    | Italia (bandiera) | D     | Simone Airoldi            |
|    | Italia (bandiera) | C     | Roberto Antonioli         |
|    | Italia (bandiera) | C     | Roberto Ardeni            |
|    | Italia (bandiera) | D     | Pietro Assennato          |
|    | Italia (bandiera) | A     | Emanuele Cancellato       |
|    | Italia (bandiera) | D     | Tommaso Chiecchi          |
|    | Italia (bandiera) | A     | Massimiliano De Silvestro |
|    | Italia (bandiera) | A     | Giorgio Di Vicino         |
|    | Italia (bandiera) | D     | Riccardo Fimognari        |
|    | Italia (bandiera) | C     | Massimo Gadda             |
|    | Italia (bandiera) | D     | Andrea Ghetti             |
|    | Italia (bandiera) | A     | William Guarnieri         |

| N. |                   | Ruolo | Calciatore          |
| -- | ----------------- | ----- | ------------------- |
|    | Italia (bandiera) | C     | Pasquale Logarzo    |
|    | Italia (bandiera) | C     | Massimiliano Longhi |
|    | Italia (bandiera) | A     | Fabio Lucidi        |
|    | Italia (bandiera) | A     | Omar Martinetti     |
|    | Italia (bandiera) | A     | Matteo Merloni      |
|    | Italia (bandiera) | P     | Andrea Pierobon     |
|    | Italia (bandiera) | D     | Ruggero Radice      |
|    | Italia (bandiera) | C     | Umberto Salamone    |
|    | Italia (bandiera) | D     | Giovanni Serao      |
|    | Italia (bandiera) | C     | Evans Soligo        |
|    | Italia (bandiera) | C     | Stefano Vecchi      |
|    | Italia (bandiera) | D     | Simone Venturi      |

## Risultati

### Serie C1 (girone A)

#### Girone di andata
| Arbitro: | Cavallaro (Legnago) |

|                     |           |  |
| Cancellato 39’, 43’ | Marcatori |  |

| Arbitro: | P.S. Mazzoleni (Bergamo) |

|                                     |           |                |
| Andreotti 23’ G. Savoldi 56’ (rig.) | Marcatori | 39’ Cancellato |

| Ferrara 19 settembre 1999 3ª giornata | SPAL              | 0 – 0 | San Donà | Stadio Paolo Mazza\| Arbitro: \| Belloli (Bergamo) \| |
| Arbitro:                              | Belloli (Bergamo) |       |          |                                                       |

| Arbitro: | Ciampi (Pisa) |

|  |           |                              |
|  | Marcatori | 66’ Airoldi 90+3’ Cancellato |

| Arbitro: | Cirone (Palermo) |

|             |           |                              |
| Beretta 14’ | Marcatori | 69’ Cancellato 90+2’ Merloni |

| Arbitro: | Girardi (San Donà di Piave) |

|             |           |  |
| Merloni 45’ | Marcatori |  |

| Arbitro: | Cannella (Palermo) |

|                   |           |                             |
| Protti 89’ (rig.) | Marcatori | 1’ Di Vicino 81’ Cancellato |

| Arbitro: | Ferraro (Crotone) |

|               |           |           |
| Merloni 90+3’ | Marcatori | 70’ Buscè |

| Modena 7 novembre 1999 9ª giornata | Modena             | 0 – 0 | SPAL | Stadio Alberto Braglia\| Arbitro: \| Palmieri (Cosenza) \| |
| Arbitro:                           | Palmieri (Cosenza) |       |      |                                                            |

| Arbitro: | De Marco (Chiavari) |

|                                     |           |             |
| Di Vicino 57’ Cancellato 76’ (rig.) | Marcatori | 89’ Cavalli |

| Arbitro: | Benedetto (Messina) |

|                            |           |  |
| Maffioletti 29’ Bifini 82’ | Marcatori |  |

| Ferrara 28 novembre 1999 12ª giornata | SPAL                  | 0 – 0 | Brescello | Stadio Paolo Mazza\| Arbitro: \| Cuttica (Alessandria) \| |
| Arbitro:                              | Cuttica (Alessandria) |       |           |                                                           |

| Arbitro: | Dattilo (Locri) |

|                                       |           |             |
| Pellissier 52’ Cavicchia 90+4’ (rig.) | Marcatori | 69’ Venturi |

| Arbitro: | Cruciani (Pesaro) |

|  |           |            |
|  | Marcatori | 16’ Pagano |

| Arbitro: | Carlucci (Molfetta) |

|  |           |                      |
|  | Marcatori | 5’ (rig.) Cancellato |

| Arbitro: | Cavallaro (Legnago) |

|                                   |           |  |
| Cancellato 26’ (rig.) Merloni 57’ | Marcatori |  |

| Arbitro: | Rizzoli (Bologna) |

|                                    |           |                |
| Lombardini 12’ Colacone 80’ (rig.) | Marcatori | 14’ Cancellato |

#### Girone di ritorno
| Arbitro: | Palmieri (Cosenza) |

|                           |           |                                  |
| Castagna 14’ Pedretti 48’ | Marcatori | 23’ (rig.) Cancellato 37’ Soligo |

| Arbitro: | Belloli (Bergamo) |

|  |           |                |
|  | Marcatori | 44’ G. Savoldi |

| Arbitro: | S. Ayroldi (Molfetta) |

|                         |           |                     |
| Costanzo 37’ Barban 66’ | Marcatori | 19’, 75’ Cancellato |

| Arbitro: | Giachero (Pinerolo) |

|                            |           |          |
| Cancellato 36’ Airoldi 69’ | Marcatori | 18’ Sala |

| Arbitro: | Mariuzzo (Venezia) |

|  |           |             |
|  | Marcatori | 53’ Beretta |

| Carrara 13 febbraio 2000 23ª giornata | Carrarese     | 0 – 0 | SPAL | Stadio dei Marmi\| Arbitro: \| Cenni (Imola) \| |
| Arbitro:                              | Cenni (Imola) |       |      |                                                 |

| Arbitro: | Carlucci (Molfetta) |

|                       |           |           |
| Cancellato 30’ (rig.) | Marcatori | 23’ Falco |

| Arbitro: | Pieri (Genova) |

|                                    |           |                |
| Alteri 70’ Buscè 89’ (rig.), 90+3’ | Marcatori | 78’ Cancellato |

| Ferrara 12 marzo 2000 26ª giornata | SPAL          | 0 – 0 | Modena | Stadio Paolo Mazza\| Arbitro: \| Ardito (Bari) \| |
| Arbitro:                           | Ardito (Bari) |       |        |                                                   |

| Arbitro: | Ferraro (Crotone) |

|             |           |  |
| Porfido 23’ | Marcatori |  |

| Arbitro: | Cirone (Palermo) |

|                                         |           |              |
| Cancellato 16’ Di Vicino 19’ Soligo 71’ | Marcatori | 44’ Sonzogni |

| Brescello 9 aprile 2000 29ª giornata | Brescello         | 0 – 0 | SPAL | Stadio Giovanni Morelli\| Arbitro: \| Trefoloni (Siena) \| |
| Arbitro:                             | Trefoloni (Siena) |       |      |                                                            |

| Arbitro: | Palmieri (Cosenza) |

|                       |           |                |
| Soligo 8’ Logarzo 41’ | Marcatori | 47’ Pellissier |

| Arbitro: | Cannella (Palermo) |

|              |           |           |
| Apolloni 78’ | Marcatori | 9’ Radice |

| Arbitro: | Battaglia (Messina) |

|             |           |            |
| Logarzo 68’ | Marcatori | 46’ Scarpa |

| Arbitro: | Morganti (Ascoli Piceno) |

|            |           |  |
| Rocchi 85’ | Marcatori |  |

| Arbitro: | Trefoloni (Siena) |

|             |           |            |
| Logarzo 75’ | Marcatori | 8’ Cribari |

### Coppa Italia

#### Fase a gironi gruppo 8
| Ferrara 15 agosto 1999 1ª giornata | SPAL                         | 0 – 0 | Alzano Virescit | Stadio Paolo Mazza\| Arbitro: \| Zaltron (Bassano del Grappa) \| |
| Arbitro:                           | Zaltron (Bassano del Grappa) |       |                 |                                                                  |

| Arbitro: | Nucini (Bergamo) |

|                                                  |           |  |
| Comandini 35’, 82’, 84’ Bernardini 43’ Luiso 80’ | Marcatori |  |

| Arbitro: | Bonfrisco (Monza) |

|                            |           |                      |
| Cancellato 55’ (60), rig.’ | Marcatori | 41’ (rig.) Dell'Anno |

| Arbitro: | Tombolini (Ancona) |

|                       |           |             |
| Murgita 5’ Sotgia 50’ | Marcatori | 88’ Merloni |

| Arbitro: | Pin (Conegliano) |

|  |           |             |
|  | Marcatori | 86’ Logarzo |

| Arbitro: | Borriello (Mantova) |

|                      |           |           |
| Martinetti 5’ (rig.) | Marcatori | 55’ Tomic |

### Coppa Italia Serie C

#### Sedicesimi di finale
| Arbitro: | Cruciani (Pesaro) |

|                             |           |                |
| Martinetti 49’ Salamone 68’ | Marcatori | 74’ Gasparetto |

| Arbitro: | Lecci (Varese) |

|                                                     |           |                                   |
| Ticli 37’ Gasparetto 39’ Ferrigno 108’ Sartore 119’ | Marcatori | 48’ Di Vicino 111’ (aut.) Sartore |